# José A.F.O. Correia
José A.F.O. Correia (nacido el 18 de julio de 1984 en Peso da Régua, Portugal), también conocido como José António Correia, es un investigador, profesor universitario y ingeniero portugués. 

## Biografía
José A.F.O. Correia ha sido investigador en fatiga de materiales, fallo estructural, y mecánica de la fractura en la Universidad de Oporto, Portugal, desde 2019. Fue profesor universitario visitante en la Universidad de Coimbra, Portugal (2016-2021). También fue profesor universitario visitante en la Universidad de Tras-los-Montes y Alto Duero, Portugal (2022-2023). También es profesor invitado en la Universidad Técnica de Delft, Países Bajos. 
En 2007, José A.F.O. Correia tiene el título de grado en ingeniería civil por la Universidad de Tras-los-Montes y Alto Duero (Portugal). En 2009 obtuvo la maestría en ingeniería civil en el campo de análisis estructural en la Universidad de Tras-los-Montes y Alto Duero (Portugal). También es especialista en construcción en acero por la Universidad de Coimbra, Portugal (2010). Posteriormente, completó su doctorado en ingeniería civil – análisis estructural en la Universidad de Oporto (Portugal), en 2015. 
Es presidente de los comités técnicos ESIS TC12 sobre análisis de riesgos y seguridad de grandes estructuras y componentes y ESIS TC03 sobre fatiga de materiales y estructuras de ingeniería, 2017 y 2020, respectivamente, de la Sociedad Europea para la Integridad Estructural. 
Es jefe de redacción y miembro del consejo editorial de varias revistas científicas y serie de libros, tales como:
- jefe de redacción de la serie de libros Structural Integrity
- jefe de redacción de la International Journal of Structural Integrity
- jefe de redacción de la Proceedings of the Institution of Civil Engineers: Smart Infrastructure and Construction
- jefe de redacción de la International Journal of Ocean Systems Management
- jefe de redacción de la sección de modelado de estructuras de ingeniería de la revista Modeling MDPI
- miembro del consejo editorial del International Journal of Fatigue
José A.F.O. Correia ocupa varios cargos honoríficos otorgados por instituciones líderes a nivel mundial: - profesor universitario asistente en la Universidad de Xi'an Jiaotong (China); - profesor universitario visitante en NIT Silchar (India); y, - profesor universitario visitante en la Universidad Estatal Paulista (Brasil). 

## Premios y reconocimientos
- Premio Filón de Bizancio (en latín Philo Mechanicus), Universidad de Stavanger (2023)[10]
- Premio al Mérito Científico ESIS, Sociedad Europea para la Integridad Estructural (2022)[3]
- Medalla Manson-Coffin IGF, Sociedad Italiana de Fractura e Integridad Estructural (2021)[11]
- Resistencia a la fatiga de componentes mecánicos y estructurales, Universidad de Beihang, China (2019)[12]
- Predicción de la vida por fatiga de sistemas mecánicos, Universidad de Ciencia y Tecnología Electrónica de China, China (2019)[12]
- Evaluación de fatiga y modelado de materiales metálicos y conexiones de viejos puentes metálicos remachados, Facultad de Ingeniería Mecánica, Universidad Politécnica de Breslavia, Polonia (2018) [13]
- Generalización de modelos probabilísticos de fatiga para diversos parámetros de daño local, Facultad de Tecnología y Ciencias Naturales, Universidad Politécnica de Breslavia, Polonia (2018)[13]